# 알프레도 오타비아니

알프레도 오타비아니(이탈리아어: Alfredo Ottaviani, 1890년 10월 29일 - 1979년 8월 3일)는 이탈리아의 로마 가톨릭교회 추기경이다. 1953년 그는 교황 비오 12세에 의해 추기경으로 임명되었다. 그는 1959년부터 1966년까지 로마 교황청의 성무성성 장관으로 근무하였으며, 성무성성이 신앙교리성으로 개편되었을 때는 1969년까지 신앙교리성 장관으로 근무하였다.
오타비아니는 생애 대부분 동안 교회 안팎으로 강한 영향력을 가졌으며, 제2차 바티칸 공의회에서 보수 세력의 목소리를 대변하기도 하였다.

## 일대기
오타비아니는 로마에서 제빵사의 아들로 태어났다. 그는 트라스테베레에 있는 기독교 학교 형제단과 산타폴리나레 교황청립 대학교에서 공부하였으며, 철학과 신학 그리고 교회법의 박사학위를 취득하였다. 1916년 3월 18일에 그는 사제로 서품받았다. 1953년 1월 12일에 그는 교황 비오 12세에 의해 교황청 성무성성의 부장관과 산타 마리아 인 돔니카 성당의 부제급 추기경으로 임명되었다. 그의 사목표어는 Semper Idem(항상 똑같이)이다.
1959년 11월 7일, 그는 바티칸의 교리를 수호하는 기관의 우두머리인 성무성성의 장관으로 승진하였다. 오타비아니는 1962년 4월 5일 베뢰아의 명의 대교구장으로 임명되었으며, 다음해 4월 19일 교황 요한 23세에 의해 주교 축성을 받았다. 그와 함께 주세페 피차르도 추기경, 베네토 알로이시 마셀라 추기경 등과 더불어 공동 주교 축성자로 지명되었다. 그는 나중에 1963년 자신의 명예직을 사임하였다.
제2차 바티칸 공의회 (1962-1965) 동안 오타비아니는 교황청 내 보수주의자들의 지도자였으며, 성령회의 마르셀 르페브르 대주교와 함께 활동하였다. 공의회의 개회부터 폐막까지 오타비아니는 종교 자유의 문제를 놓고 아우구스틴 베아 추기경과 격렬한 논쟁을 벌였다. 오타비아니는 정교 분리와 종교적 관용에 대해 반대하였다. 두 사람의 대립은 에르네스토 루피니 추기경이 중재해야 했을 정도로 분위기가 험악해졌으며, 그러한 심각한 토론에 대해 그가 실망했음을 알아차렸다. 오타비아니는 또한 전례에 대한 토론에서는 가톨릭 신학의 성경과 성전을 전례 개혁의 원천으로 삼아야 한다고 주장하였다.
그는 독일의 요제프 프링스 추기경의 개입으로 공의회가 신속한 움직임을 보인 것에 대해 대항하였다. 프링스는 나중에 신앙교리성 장관과 교황 베네딕토 16세가 되는 요제프 라칭거 사제로부터 조언을 받았다.
오타비아니는 추기경 선거인단의 한 사람으로서 1963년 교황 선거에 참석하였으며, 조반니 바티스타 몬티니가 교황 바오로 6세로 선출되었다. 그는 또한 선거 기간 동안 부제급 추기경들의 우두머리였으며, 6월 30일 바오로 6세의 즉위 미사 때 그의 머리에 삼중관을 씌워 주었다.
1965년 성무성성이 신앙교리성으로 명칭이 바뀌면서 오타비아니는 신앙교리성의 부장관으로 임명되었다. 1967년 6월 26일에 그는 사제급 추기경으로 승진하였으며, 1968년 1월 6일에 부장관 지위를 사직하였다.
1969년 9월 25일 안토니오 바치 추기경과 함께 그는 바오로 6세에게 편지를 보냈는데, 그해 4월 3일에 이미 공포된 로마 전례 미사의 개정을 비판하는 르페브르 대주교의 지도를 받는 신학 모임을 지지하는 내용을 담고 있다. 이 편지는 노부스 오르도 미사에 반대하는 전통주의자들 측에서 자주 인용하고 있다.